# Stefan V
Stefan V lub Stefan VI (łac. Stephanus V, ur. w Rzymie, zm. 14 września 891) – papież w okresie od września 885 do 14 września 891.

## Życiorys
Pochodził z arystokratycznej rodziny, był kardynałem prezbiterem na Lateranie. Po śmierci Hadriana III został wybrany jednogłośnie przez duchowieństwo i lud na papieża, bez konsultacji z cesarzem. Rozgniewany Karol Gruby wysłał do Rzymu kanclerza Liutwalda, który miał złożyć Stefana z urzędu, jednak ostatecznie z tego zrezygnował.
W czasie jego pontyfikatu, Rzymowi znowu zaczęli zagrażać Saraceni, toteż papież zwrócił się o pomoc do cesarza. Karol wyruszył na wojnę z Saracenami, lecz natychmiast musiał się wycofać w 886 roku i nie mógł już potem pomóc Państwu Kościelnemu. Wkrótce potem Karol zmarł, nie posiadając prawowitego następcy, nastąpił więc rozpad wielkiego cesarstwa. Papież zwrócił się z prośbą o pomoc najpierw do Arnulfa z Karyntii, a następnie do Gwidona III ze Spoleto, którego niechętnie koronował 21 lutego 891 roku na cesarza Świętego Cesarstwa Rzymskiego.
Za czasów Stefana, zmarł drugi z apostołów Słowian, św. Metody (6 kwietnia 885) i papież mianował jego następcą Gorazda, któremu jednak zakazał używania liturgii słowiańskiej opracowanej przez braci sołuńskich. Konsekwencją tego była ucieczka uczniów Metodego do Bułgarii i powrót do obrządku bizantyńskiego.